# Кемант
Кема́нт — один из народов группы агау, проживающий на северо-востоке Федеративной Демократической Республики Эфиопии, который, несмотря на тесные исторические и этнические отношения не стоит путать с эфиопскими евреями. Общая численность — около 188 тыс. человек. Говорят на языке кемант.

## История
Из истоков кемант известно, что у них нет какой-либо письменной истории. Согласно устной легенде, родоначальником кемант был человек по имени Анаер, который, как утверждается, был внуком Ханаана, сына Хама, сына Ноя. Через семь лет голода в своей стране, он, как говорит легенда, пришел в район озера Тана, в Эфиопии. Когда он путешествовал с женой и детьми, он встретился с родоначальником эфиопских евреев, который ехал в том же направлении.
В XIII веке кемант были включены в состав эфиопской монархии. До конца XIX века успешно противостояли амхаризации, сохраняли религиозную систему и традиционную социальную организацию, признавая верховенство амхарской администрации, были в значительной степени автономны. В конце XIX века во время активного процесса насильственной амхаризации большая часть кемант была христианизирована.

## Территория проживания
Северный берег озера Тана и вокруг горы Гондер.

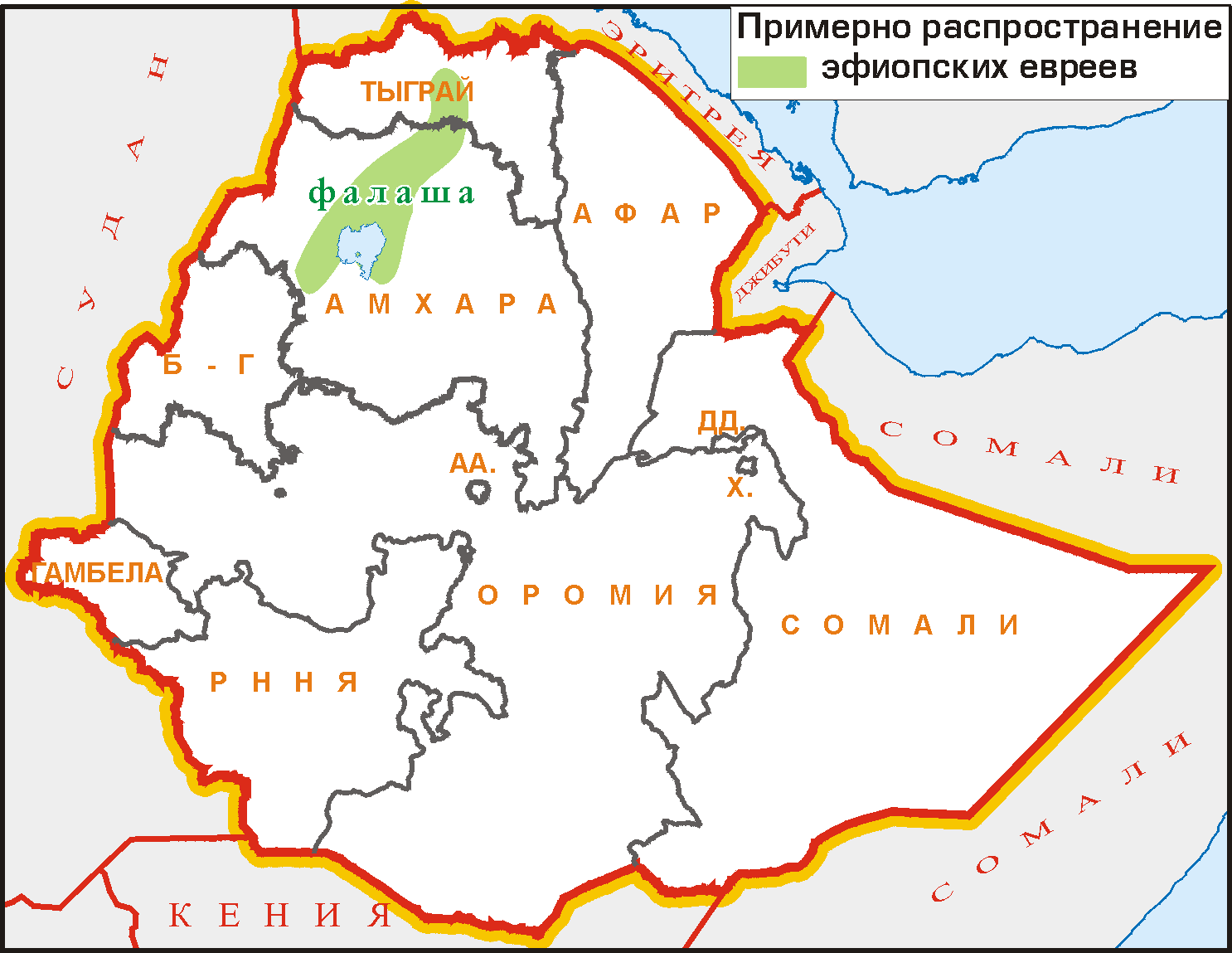
Расселение в Эфиопии

## Язык
Говорят на языке кемант. Распространён также амхарский язык .

## Религия
Традиционная религия кемант — синкретическая иудаистско-языческая. Иудаистский пласт представлен ранней формой иудаизма, языческий — традиционными верованиями и культами народов группы агау, встречаются отдельные элементы христианства. Предположительно некогда иудаистский пласт был доминирующим. Религиозные верования и практика держатся в тайне, религиозная система «закрытая» — обращение в религию кемант невозможно.

## Занятия
Основное занятие кемант — земледелие (ручное и пашенное); животноводство — вспомогательно.

## Образ жизни
Живут дисперсно, компактные поселения отсутствуют, полуизолированные домохозяйства включают 1—4 семьи. По материальной культуре близки амхара.
Традиционная социально-потестарная структура кемант состоит из 3 уровней: низовой — совет старейшин, средний — священнослужители разных рангов, высший — верховный религиозно-политический лидер. Другой фактор интеграции разрозненных домохозяйств — патрилинейная дуально-родовая организация